# イシン

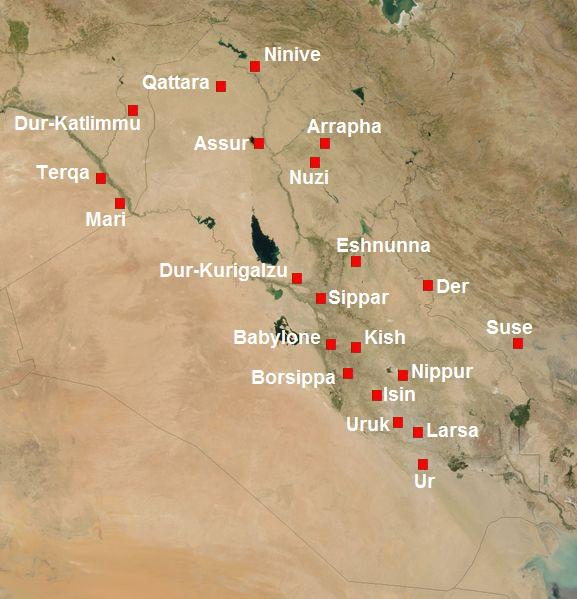
紀元前2千年紀のメソポタミア南部の地図

イシン（シュメール語: I3-si-inki, Isin）は、紀元前20世紀に繁栄したメソポタミア南部の都市である。シュメール時代のイシン王については知られておらず、「イシン王朝」といえば、ウル第三王朝の衰退に乗じて独立を果たした南部メソポタミアのアムル人国家「イシン第1王朝」のことを指す。都市神はグラ（Gula。Nintinugga, ニンイシンナとも）。

## 遺跡
現在のイシャン・アル・バフリヤト遺跡がイシン市であるとされている。20世紀に2度の大規模発掘調査が成され、ジッグラトや宮殿が発見されている。最古の居住跡はウバイド時代にまで遡るが、シュメール時代までの歴史を明らかにする情報はほとんど存在しない。

## 歴史
上述の通り、シュメール時代期までイシン市の歴史はほとんど明らかになっていない。

### イシン第1王朝
イシン市が歴史に名を現したのはウル第三王朝の末期頃からであり、同王朝の将軍であったアムル人イシュビ・エッラが紀元前2017年頃にイシン市を拠点に独立（イシン第1王朝）したのを契機に、メソポタミア政治史に大きく登場することとなった。これ以後、バビロン第1王朝の王ハンムラビがメソポタミアを統一するまでの時代をイシン・ラルサ時代と言う。
イシン王たちはシュメールの後継者をもって任じ、紀元前20世紀前半、南部メソポタミア最大の国家として栄えたが、第5代リピト・イシュタルの治世にラルサが独立し、以後ラルサとバビロンに圧迫されて弱体化した。この時代に発布されたリピト・イシュタル法典は、ハンムラビ法典やウル・ナンム法典と並び、人類最古の法律文書として名高い。
イシン第1王朝はその後、ラルサ王朝によって滅ぼされたが、間もなくハンムラビ率いるバビロンによって制圧され、以後バビロニアの重要都市の一つとして存続した。カッシート朝（バビロン第3王朝）時代にも、この都市が地方の中心地であったと考えられる。

### イシン第2王朝
カッシート朝が滅亡した後、この都市を拠点にした王朝がマルドゥク・カビト・アヘシュによって再び成立した。これをイシン第2王朝（バビロン第4王朝）と呼ぶ。ただしマルドゥク・カビト・アヘシュはイシンの出身ではあったが、イシン第2王朝の王たちは基本的にバビロンを拠点としている。
この王朝の中でも最も高名な王はネブカドネザル1世であり、彼はカッシート朝滅亡時にエラムによって奪われていたバビロンの都市神マルドゥク神の神像をエラムから取り戻して、マルドゥク神祭祀を復活された。これはバビロニアにおいて政治的にも宗教的にも重大な意味をもっていたらしく、ネブカドネザル1世の勝利を扱った文学作品が多数残されている。
しかし、同王朝の後半にはアッシリアの勢力が拡大し、その圧迫によってイシン第2王朝は混乱し、バビロニアは分裂状態となった。

## 歴代君主

### イシン第1王朝
1. イシュビ・エッラ（在位33年間）
2. シュ・イリシュ（在位20年間）
3. イディン・ダガン（在位20年間）
4. イシュメ・ダガン（在位20年間）
5. リピト・イシュタル（在位11年間）
6. ウル・ニヌルタ（在位28年間）
7. ブール・シーン（在位5年間）
8. リピト・エンリル（在位5年間）
9. イルラ・イミッティ（在位8年間）
10. エンリル・バーニ（在位24年間）
11. ザンビヤ（在位3年間）
12. イテル・ピシャ（在位4年間）
13. ウル・ドゥ・クガ（在位4年間）
14. シーン・マギル（在位23年間）
15. ダミク・イリシュ

### イシン第2王朝（バビロン第4王朝）
1. マルドゥク・カビト・アヘシュ（英語版）
2. イティ・マルドゥク・バラトゥ（英語版）
3. ニヌルタ・ナディン・シュミ（英語版）
4. ネブカドネザル1世（前1124 - 前1103）
5. エンリル・ナディン・アプリ（英語版）
6. マルドゥク・ナディン・アヘ（英語版）
7. マルドゥク・シャピク・ゼリ（英語版）
8. アダド・アプラ・イディナ（英語版）（前1067 - 前1046）
9. マルドゥク・アヘ・エリバ（英語版）（前1045年）
10. マルドゥク・ゼリ・X（英語版）（前1046 - 前1032）
11. ナブー・シュム・リブル（英語版）（前1032 - 前1025）